# Етель Сендс
Етель Сендс (6 липня 1873 року — 19 березня 1962 року) — американська художниця, авторка натюрмортів та інтер’єрів. Її роботи знаходяться в Національній портретній галереї Лондона та інших  У 1916 році вона отримала британське громадянство.  

## Біографія

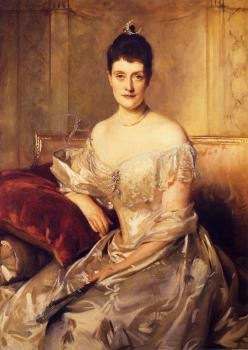
Джон Сінгер Сарджент, місіс. Малон Дей Сендс (Мері Гартпенс), 1893–1894

Етель Сендс народилася 6 липня 1873 року в Ньюпорті, штат Род-Айленд у родині Мері Мортон Гартпенс і Махлона Дея Сендса.   Махлон Сендс був секретарем Американської ліги вільної торгівлі, у 1870 році виступала за реформу державної служби та вільну торгівлю.   У Етель було два молодших брати, Махлон Алан і Мортон Харкорт Сендс, які були відповідно на 5 і 11 років молодші за неї. 
У 1874 році родина виїхала зі Сполучених Штатів до Англії .  Однак Махлон Сендс і його сім'я залишилися в Англії та подорожували по країнах Європи. Вони щорічно відвідували Сполучені Штати.  
Сестра Махлона, Кетрін, була одружена з журналістом і редактором газети Едвіном Лоуренсом Годкіним. Вони   часто спілкувалися з Едуардом VII, тоді принцом Уельського. [nb 3] Джон Сінгер Сарджент написав портрет її матері, яка вважалася «відомою красунею свого часу».  
Етель Сендс виросла в поважній родині вищого класу, де її батьки були «щасливі в шлюбі». Та її батько їхав верхи на коні через Гайд-парк, був скинутий з коня та помер від нещасного випадку в 1888 році  

### Освіта
Сендс вивчала живопис у Парижі в Академії Кар'єр під керівництвом Ежена Кар'єра починаючи з 1894 року.Сендс стала опікуном своїх двох молодших братів після смерті матері в 1896 році.

### Живопис
Її перша виставка відбулася в Осінньому салоні в Парижі. У 1907 році на запрошення Волтера Сікерта вона стала членом і виставляла свої картини в Fitzroy Street Group. Також придбала роботи інших художників. Вона була одним із художників, які заснували Лондонську групу.
У Парижі в 1911 році відбулася її перша виставка. Хадсон і Сендс мали виставку в галереї Карфакс у 1912 році. Була учасником шоу «Англійські постімпресіоністи, кубісти та інші» в Брайтоні. Її роботи виставлялися в галереї, а в 1922 році відбулася перша персональна виставка. Вона також часто виставлялася в Жіночому міжнародному художньому клубі та Новому англійському художньому клубі.
Її роботи знаходяться в колекціях музею Тейт  Урядова художня колекція  та Музею Фіцвільяма.

## Світська левиця і меценат
Сендс була найбільш відома як «одна з провідних художниць-хостес свого часу»,  її розкішні романи були фінансово можливими завдяки значному багатству, яке вона успадкувала від її батьків. До 1920 року вона була в основному в Оксфорді.   Серед письменників «культурної еліти», які відвідували її, були Генрі Джеймс, Вірджинія Вулф, Роджер Фрай і Арнольд Беннетт.  Серед її друзів були художник Жак-Еміль Бланш, письменниця Едіт Вортон, поет Вільям Батлер Єйтс, есеїст і критик Логан Пірсолл Сміт і прозаїк Говард Оверінг Стерджис. 
Літтон Стрейчі (засновник Bloomsbury Group) зустрівся в будинку Сендса   

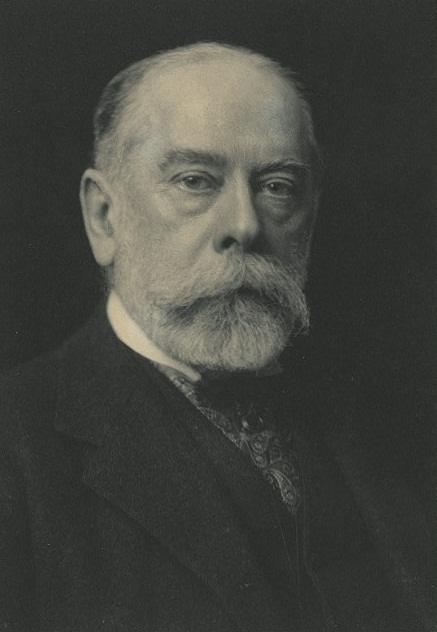
Едвін Лоуренс Годкін, її дядько, журналіст і редактор
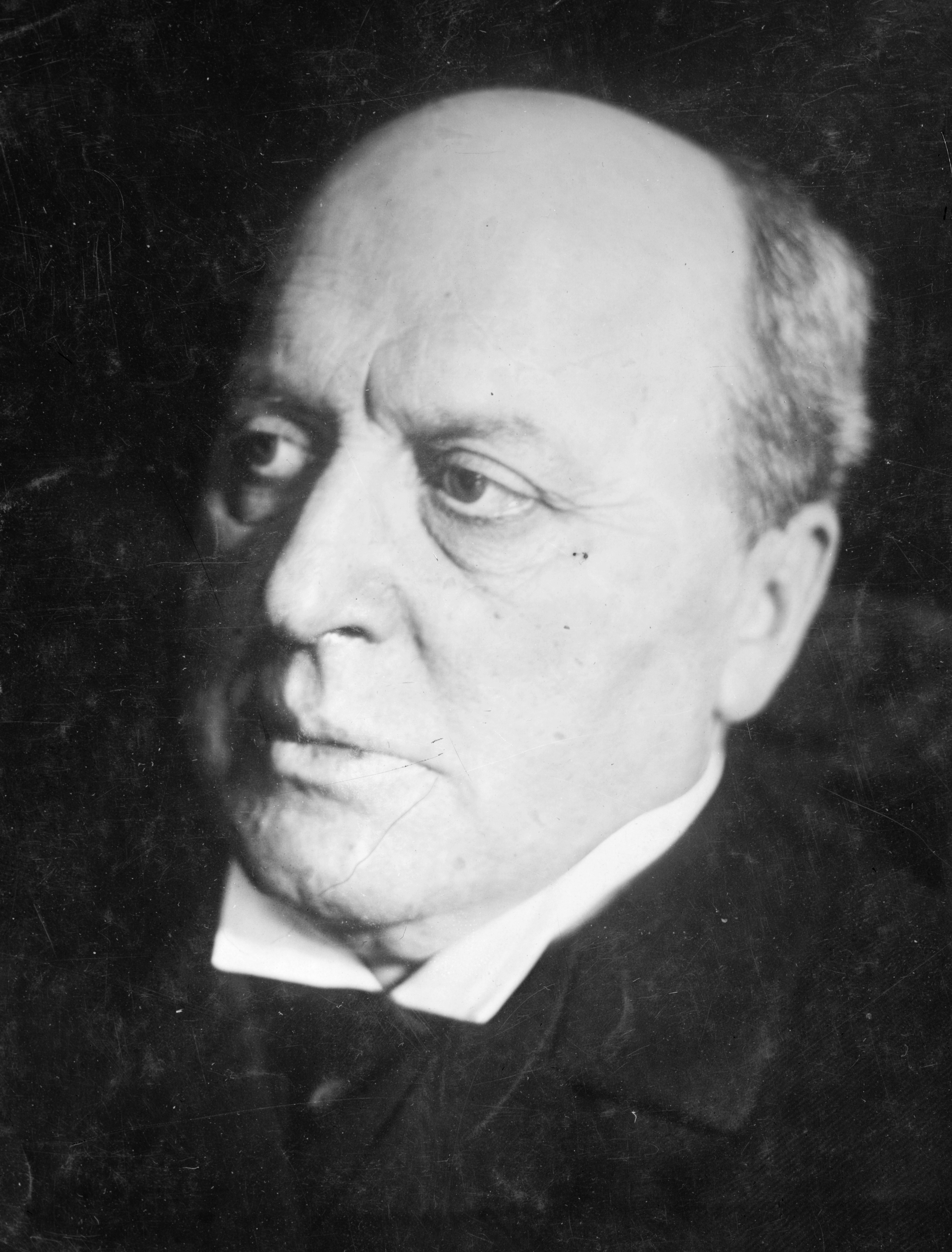
Генрі Джеймс, письменник, сусід і близький друг родини
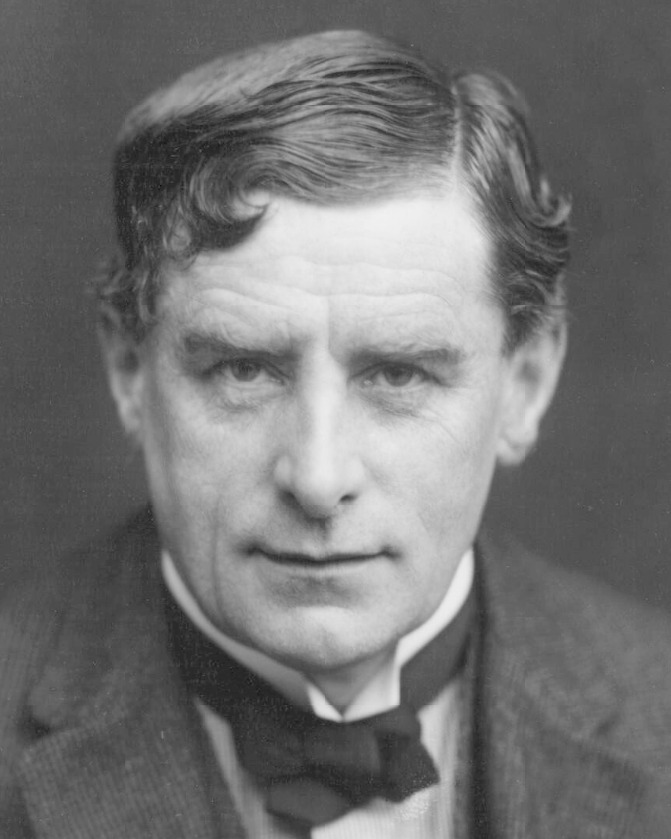
Волтер Сікерт, художник і наставник

Була меценатом і колекціонером творів інших сучасних художників. 

## Світові війни
Сендс піклувалася про солдатів, які були поранені у Франції під час Першої світової війни, заснувавши госпіталь для солдатів біля Дьєппа разом із Хадсоном. В Британії працювала майстром на фабриці, що виготовляла спецодяг. У 1916 році вона отримала британське громадянство. Під час Другої світової війни Сендс служила медсестрою.  

## Особисте життя
Сендс і Хадсон ділили свій час між Англією та Францією, щоб відповідати своїм життєвим уподобанням. Хадсон любила жити відносно спокійним життям у Франції, а Сендсу подобалося світське життя Лондона та Оксфорда.  
Протягом усього свого життя Сендс розважала людей як серед культурної еліти, так і за її межами. 
Подруга Вірджинія Вулф написала на її мотив етюд під назвою «Жінка в Задзеркаллі» з підзаголовком «Відображення» про час, коли вона побачила, як вона «вийшла з саду й не читала своїх листів».  
Венді Барон, письменниця та історик мистецтва, написала біографію художниці, частково засновану на листах, якими Сендс обмінювався з Хадсоном та іншими.  Архів Тейт зараз зберігає листування. 